# 시린 압델누르
시린 압델누르(아랍어: سيرين عبدالنور, 영어: Cyrine Abdelnour, 1977년 2월 21일 ~ )는 레바논의 가수, 배우, 모델이다.